# Paraxerus vexillarius
Paraxerus vexillarius es una especie de roedor de la familia Sciuridae.

## Distribución geográfica
Es  endémica de Tanzania.

## Hábitat
Su hábitat natural son: las tierras  de baja altitud subtropicales o tropicales húmedas,  montañas.

## Estado de conservación
Se encuentra amenazada de extinción por la pérdida de su hábitat natural.